# Liste der portugiesischen Botschafter in Brunei
Die Liste der portugiesischen Botschafter in Brunei listet die Botschafter der Republik Portugal in Brunei auf.
Im Jahr 1998 akkreditierte sich der erste portugiesische Botschafter in der bruneiischen Hauptstadt Bandar Seri Begawan. Portugal eröffnete bisher keine eigene Botschaft dort, der portugiesische Botschafter in Indonesien (anfangs der portugiesische Botschafter auf den Philippinen) ist für Brunei zuständig und wird dazu in Bandar Seri Begawan zweitakkreditiert (Stand 2019).

## Missionschefs
| Name                                      | Bild   | Amtszeit | Anmerkungen                                                                          |
| Brunei                                    | Brunei | Brunei   | Brunei                                                                               |
| ----------------------------------------- | ------ | -------- | ------------------------------------------------------------------------------------ |
| João Henrique Brito Câmara                |        | ab 1998  | Botschafter mit Amtssitz Manila, am 13. Mai 1998 in Bandar Seri Begawan akkreditiert |
| João José Gomes Caetano da Silva          |        | ab 2001  | Botschafter mit Amtssitz Manila                                                      |
| Carlos Manuel Leitão Frota                |        | ab 2010  | Botschafter mit Amtssitz Manila                                                      |
| Joaquim Alberto de Sousa Moreira de Lemos |        | ab 2013  | Botschafter mit Amtssitz Jakarta                                                     |
| Rui Fernando Sucena do Carmo              |        | ab 2017  | Botschafter mit Amtssitz Jakarta                                                     |